# Oligota mutanda
Oligota mutanda är en skalbaggsart som beskrevs av Sharp 1880. Oligota mutanda ingår i släktet Oligota och familjen kortvingar. Inga underarter finns listade i Catalogue of Life.